# دیوید گالبرات
دیوید گالبرات (انگلیسی: David Galbraith؛ زادهٔ ۲۰ دسامبر ۱۹۸۳) بازیکن فوتبال اهل بریتانیا است.
از باشگاه‌هایی که در آن بازی کرده‌است می‌توان به باشگاه فوتبال تاتنهام هاتسپر، باشگاه فوتبال کترینگ تاون، باشگاه فوتبال بوستون یونایتد، باشگاه فوتبال نورث‌همپتون تاون، و باشگاه فوتبال سنت آلبنز سیتی اشاره کرد.